# Zanna
Zanna je pesniška zbirka Milana Vincetiča. Zbirka je izšla leta 1983 pri Pomurski založbi.

## Vsebina
Zbriko je Vincetič napisal v postmodernistični maniri, ki pa jo obravnava samosvoje. Zbirka je razdeljena na sedem ciklov. V vsakem ciklu je po osem pesmi različnih kitičnih in verznih oblik. Največ je dvokitičnih pesmi, kjer kitico tvorijo štirje verzi. 
Pesniško zbirko pričenja pesem Credo, osnovno razpoloženje dela pa opiše cikel pesmi Legenda o deželi Zanna. Ta predstavlja nekakšno metaforo sveta, kjer se pesnik igra s pomeni in zvoki besed, besednih zvez in verzov.